# Locate di Triulzi
Locate di Triulzi – miejscowość i gmina we Włoszech, w regionie Lombardia, w prowincji Mediolan.
Według danych na rok 2004 gminę zamieszkiwały 8183 osoby, 681,9 os./km².
Z miejscowości pochodzi Gianluca Bortolami, włoski kolarz szosowy i torowy, zdobywca Pucharu Świata.